# Neuilly-Saint-Front
Neuilly-Saint-Front ist eine französische Gemeinde mit 1.980 Einwohnern (Stand: 1. Januar 2022) im Département Aisne in der Region Hauts-de-France; sie gehört zum Arrondissement Château-Thierry und zum Kanton Villers-Cotterêts.

## Geografie
Die Gemeinde Neuilly-Saint-Front liegt am Ufer des kanalisierten Flusses Ourcq, 19 Kilometer nordwestlich von Château-Thierry. Nachbargemeinden von Neuilly-Saint-Front sind Chouy im Norden, Rozet-Saint-Albin im Norden und Nordosten, Vichel-Nanteuil im Nordosten, Latilly im Osten und Südosten, Sommelans im Südosten, Priez im Süden, Monnes im Südwesten, Macogny im Westen sowie Marizy-Saint-Mard im Nordwesten. Durch die Gemeinde führt die frühere Route nationale 373 (heutige D973).

## Bevölkerungsentwicklung
| Jahr      | 1962 | 1968 | 1975 | 1982 | 1990 | 1999 | 2006 | 2012 | 2022 |
| Einwohner | 1528 | 1653 | 1705 | 1847 | 1993 | 2088 | 2124 | 2158 | 1980 |

## Sehenswürdigkeiten
- Kirche Saint-Rémi-et-Saint-Front aus dem 12. Jahrhundert, An- und Umbauten bis zum 14. Jahrhundert, Monument historique seit 1920
- Kapelle Saint-Front aus dem Jahr 1818
- jungsteinzeitliche Siedlungsreste, seit 1970 Monument historique
- Lavoir
- französischer Soldatenfriedhof (Nécropole nationale)

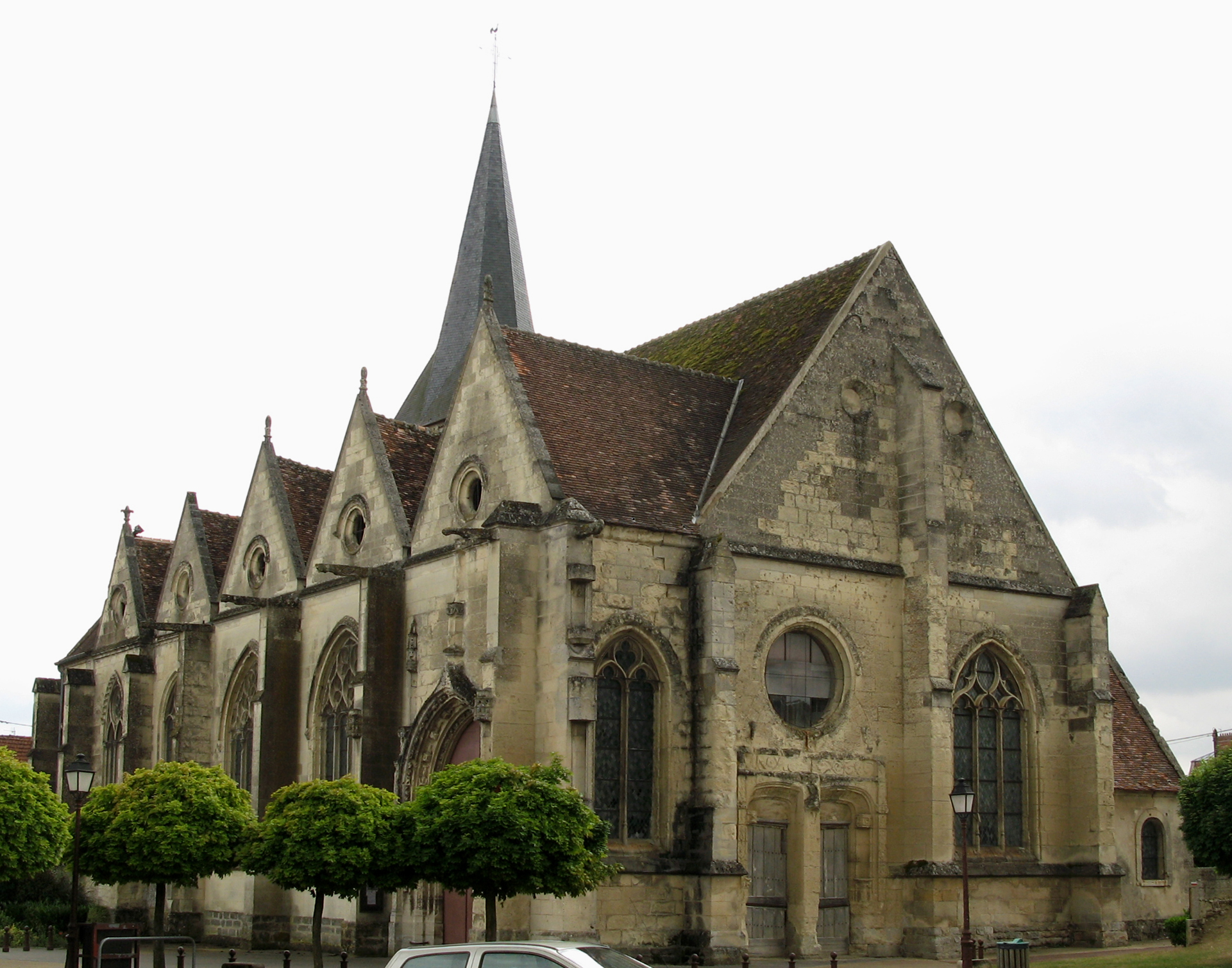
Kirche Saint-Rémi-et-Saint-Front
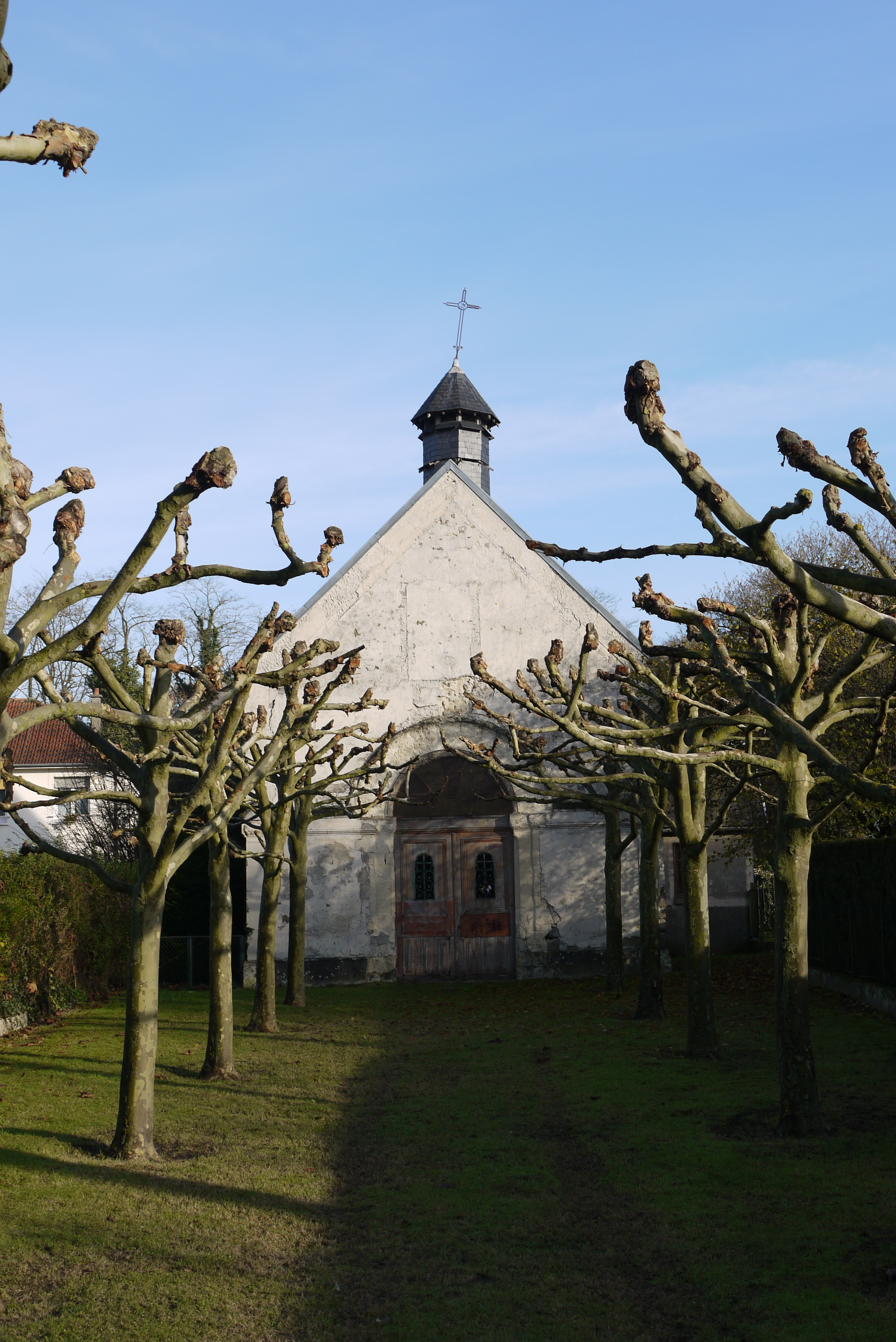
Kapelle Saint-Front
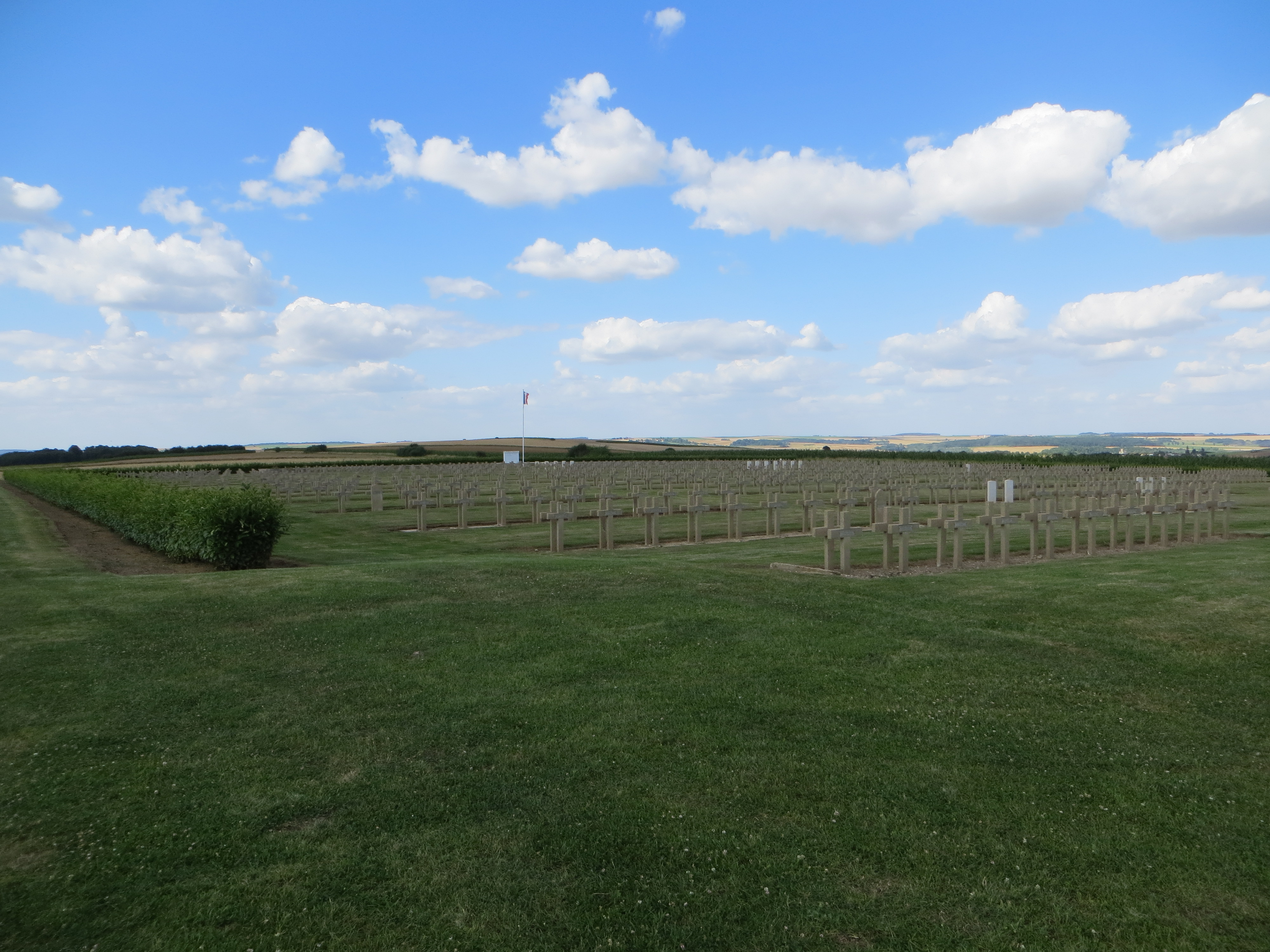
Französischer Soldatenfriedhof